# Thomas Sim Lee
Thomas Sim Lee (ur. 29 października 1745, zm. 9 listopada 1819) – amerykański prawnik i polityk.
W 1779 roku został wybrany drugim stanowym gubernatorem stanu Maryland i piastował to stanowisko do 1783, gdy został delegatem stanu Maryland do Kongresu Kontynentalnego.
Funkcję gubernatora piastował ponownie w latach 1792–1794. W tym okresie przyczynił się do organizacji oddziałów gwardii stanowej, które miały udział w stłumieniu zbrojnych rozruchów w Maryland i w zachodniej Pensylwanii znanych jako Whiskey Insurrection, a które wybuchły przeciwko podatkowi akcyzowemu nałożonemu na whiskey.
W 1798 roku ponownie został wybrany gubernatorem Maryland, jednak stanowiska nie przyjął i na dobre wycofał się z życia publicznego.
Jego syn, John Lee, reprezentował stan Maryland w Izbie Reprezentantów Stanów Zjednoczonych.